# Grazia irresistibile
La grazia irresistibile o "grazia efficace", è una dottrina soteriologica della teologia cristiana, particolarmente associata al Calvinismo e a Agostino d'Ippona. Essa insegna che la grazia salvifica di Dio viene efficacemente applicata a coloro che Dio si è proposto di salvare (gli eletti) e, quando Dio lo ritiene opportuno, vince la loro resistenza ad ubbidire all'appello dell'Evangelo, portandoli ad una fede salvifica in Cristo senza che niente e nessuno lo possa impedire (doppia predestinazione).
Questa dottrina è uno dei cosiddetti cinque punti del Calvinismo definiti originalmente al sinodo di Dordrecht del 1618 come risposta al partito arminiano che contestava lo schema predestinazionista della Confessione di fede belga.

## Sommario della dottrina
Questa dottrina espone la dinamica attraverso la quale Dio, con il suo Santo Spirito porta alla conversione a Cristo coloro che egli ha predestinato a ricevere la grazia della salvezza. Essa è quindi un elemento del sistema dottrinale calvinista dal quale non può essere separato. Questa dottrina presuppone il concetto di predestinazione e quello di depravazione totale della creatura umana (derivato dal luteranesimo) nella sua attuale condizione.
Secondo la comprensione calvinista dei dati presentati dal Nuovo Testamento, la creatura umana, pur udendo il messaggio di salvezza dell'Evangelo è riluttante ad accoglierlo con fede e, se dipendesse da lei, non lo farebbe mai. Difatti troppo ostinata è la sua volontà ad essere autonoma da Dio: è fondamentalmente ostile e ribelle alla sua volontà rivelata. È troppo orgogliosa per piegarsi all'offerta dell'Evangelo, preferendo persino la perdizione pur di non doverlo fare. Se dipendesse da lei, non avrebbe speranza alcuna di essere salvata e tornare in fiduciosa ed ubbidiente comunione con Dio (ammesso che mai lo desideri veramente). Dio, però, nella sua misericordia, si è prefisso dall'eternità di accordare la grazia della salvezza ad un certo numero di creature umane attraverso la persona e l'opera di Gesù Cristo. Egli così le chiama attraverso l'annuncio dell'Evangelo e quanti Iddio ha preordinato alla salvezza vi rispondono con gioia proprio perché, a suo tempo, Dio "intenerisce il loro cuore" e piega la loro ostinata (ed autolesionista) volontà ribelle attraverso l'opera dello Spirito Santo facendo in modo che essi "scelgano per lui", si ravvedano dai loro peccati e credano in Cristo seguendolo volentieri. È quanto la teologia riformata chiama vocazione o chiamata efficace. Quanti sono stati destinati alla vita eterna verranno irresistibilmente a Cristo rendendolo loro Signore e Salvatore.
I canoni di Dordrecht affermano (II/IV,4): «È vero che dopo la caduta, è sopravvissuta nell'uomo una luce naturale. Grazie ad essa egli conserva una certa conoscenza di Dio e delle cose naturali, discerne tra l'onesto e il disonesto e dimostra di possedere una certa pratica ed una certa ricerca della virtù, nonché una disciplina esterna. Ma non è certo con questa luce naturale che potrà giungere alla conoscenza salutare di Dio e convertirsi a Lui, poiché non usa neanche rettamente le cose naturali e civili, e tenta in vari modi, anzi, di spegnere questa luce e di mantenerla nell'ingiustizia, essendo così senza scuse davanti a Dio».

### Alcuni testi biblici probanti
Il sesto capitolo del Vangelo secondo Giovanni contiene tre espressioni di Gesù stesso che sintetizzano l'idea che nessuno possa ubbidire a Dio fintanto che Dio stesso non lo rigeneri spiritualmente mettendolo in grado di poterlo fare. L'apostolo Paolo, nella Lettera ai Romani, conferma che coloro che sono stati predestinati alla salvezza, vengono chiamati, giustificati e glorificati in modo certo, senza, cioè che nessuno possa impedirlo.
- Giovanni 6,37-39[1] - «Tutto quello che il Padre mi dà verrà a me; e colui che viene a me, io non lo caccerò fuori (...) È questa la volontà del Padre che mi ha mandato: che io non perda niente di tutto quello che egli mi ha dato, ma che lo risusciti nell'ultimo giorno».
- Giovanni 6,44-45[2] - «Nessuno può venire a me, se il Padre che mi ha mandato non lo attira, e io lo risusciterò nell'ultimo giorno. Sta scritto nei profeti: "E tutti saranno ammaestrati da Dio". Ogni uomo dunque che ha udito e imparato dal Padre, viene a me».
- Giovanni 6,65[3] - «[...] e diceva: "Per questo vi ho detto che nessuno può venire a me se non gli è dato dal Padre mio"».
- Giovanni 12,32[4] - «Io, quando sarò elevato da terra, attirerò tutti a me».
- Romani 8,30[5] - «Poiché quelli che egli ha preconosciuti, li ha anche predestinati ad essere conformi all'immagine del suo Figlio, affinché egli sia il primogenito fra molti fratelli. E quelli che ha predestinati, li ha pure chiamati, quelli che ha chiamati, li ha pure giustificati e quelli che ha giustificati, li ha pure glorificati».

Altri testi paiono confermare questa dottrina.
- Salmi 65,4[6] - «Beato l'uomo che tu scegli e fai avvicinare a te, perché abiti nei tuoi cortili».
- Salmi 110,3[7] - «Il tuo popolo si offrirà volenteroso nel giorno del tuo potere» (ND).
- Marco 3,13[8] - «Poi egli salì sul monte, chiamò presso di sé quelli che volle; ed essi si avvicinarono a lui».
- Atti 13,48[9] - «I gentili, udendo queste cose, si rallegrarono e glorificavano la parola del Signore; e tutti coloro che erano preordinati alla vita eterna credettero».
- Atti 16,14[10] - «E una donna di nome Lidia, commerciante di porpora, della città di Tiatira, che adorava Dio, stava ad ascoltare. E il Signore aprì il suo cuore per dare ascolto alle cose dette da Paolo».
- 1 Pietro 3,18[11] - «...perché anche Cristo ha sofferto una volta per i peccati, il giusto per gl'ingiusti, per condurci a Dio».

## Obiezioni a questa dottrina
Quei cristiani che si identificano nell'Arminianesismo e particolarmente i seguaci di John Wesley e del movimento metodista respingono questa dottrina calvinista. Credono, al contrario che la grazia preveniente di Dio, fornita a tutti gli esseri umani allo stesso modo, li attiri verso il suo amore e salvezza. Secondo questa prospettiva, (1) dopo l'universale dispensazione di grazia, da parte di Dio, all'umanità, la volontà dell'essere umano, prima avversa a Dio e incapace di ubbidire, può ora scegliere di ubbidire e (2) sebbene la grazia di Dio sia una potente iniziativa divina per operare salvezza, essa può essere resistita e respinta anche definitivamente.

### Testi biblici contrapposti
Quando i calvinisti propongono i testi biblici succitati, soprattutto in Giovanni, gli arminiani rispondono che in essi, il senso di "attirare" (ελκυσω, helkusô) non voglia necessariamente dire un atto di forza (benché questo sia il significato più ricorrente), ma una dolce persuasione che può essere resistita, dato che se essa fosse davvero irresistibile, il testo «Io, quando sarò elevato da terra, attirerò tutti a me» (Giovanni 12,32) significherebbe che tutti sarebbero attratti a Cristo e quindi salvati. I calvinisti ribattono che non c'è motivo di deviare nemmeno lì dal significato corrente di "attrarre" perché quel testo si riferisce non alla chiamata interiore irresistibile alla salvezza (universale) ma all'inaugurazione del Regno di Dio. In ogni caso, Giovanni 6:44 si potrebbe così prestare solo all'universalismo o al Calvinismo, non all'Arminianesimo.
Così i canoni di Dordrecht (III/IV,10): «Il fatto che altri chiamati dal ministerio dell'Evangelo vengano a Dio e siano convertiti, non dev'essere attribuito all'uomo, come se con il suo libero arbitrio sidistinguesse dagli altri che come lui hanno ricevuto una grazia simile e sufficiente per credere e convertirsi (ciò che sostiene l'eresia dell'orgoglio di Pelagio). Deve invece essere attribuito a Dio che, dal fatto che ha eletto i suoi da ogni eternità in Cristo, li chiama anche con efficacia e in tempo opportuno, dà loro fede e pentimento e avendoli liberati dalla potenza delle tenebre, li porta nel Regno del suo Figlio, affinché annuncino le virtù di Colui che li ha chiamati dalle tenebre alla sua meravigliosa luce, e che non si glorificano in sé stessi, ma nel Signore, come la Scrittura apostolica testimonia in molti passi».
Per il resto, la maggior parte dei raggruppamenti cristiani crede alla sufficiente capacità umana di rispondere all'appello dell'Evangelo (altrimenti, dicono, l'evangelizzazione sarebbe irragionevole). La corruzione dovuta al peccato non sarebbe quindi totale. Altri, influenzati dall'ideologia antropocentrica contemporanea sono scandalizzati alla sola idea che l'uomo sia privo di libero arbitrio o asservito al peccato salvo poi tollerare le idee secolari più o meno deterministe che vedono lê scelte umane condizionate dall'ambiente o da circostanze psicologiche.